# Lucas (film)
Lucas is een Amerikaanse film uit 1986 onder regie van David Seltzer. De film is een tragikomedie met tieners als doelpubliek. De film werd #16 bij Entertainment Weekly's lijst van 50 Best High School Movies.
De rol van Alise zou eigenlijk gespeeld worden door Ellen Degeneres. De rol ging later naar Courtney Thorne-Smith. De film is daarnaast het debuut van Winona Ryder. Corey Haim en Kerri Green werden genomineerd voor een Young Artist Award.

## Verhaal
Lucas is een 14-jarige nerd die op school regelmatig een slachtoffer van pesterij is. Hij raakt bevriend met de beleefde cheerleader Maggie. Zij ziet hem als een jongere broer, terwijl hij romantische gevoelens voor haar ontwikkelt. Na de zoveelste pesterij wordt Lucas geholpen door footballspeler Cappie. Cappie neemt hem onder zijn hoede. Echter, de zaken worden meer ingewikkeld wanneer Cappie en Maggie verliefd worden op elkaar. Lucas is hier zó ontzet over, dat hij niet doorheeft dat buitenstaander Rina verliefd op hem is.

## Rolverdeling
| Acteur                | Personage |
| --------------------- | --------- |
| Corey Haim            | Lucas     |
| Kerri Green           | Maggie    |
| Charlie Sheen         | Cappie    |
| Courtney Thorne-Smith | Alise     |
| Winona Ryder          | Rina      |
| Tom Hodges            | Bruno     |
| Jeremy Piven          | Spike     |